# رولاند بونابارت
رولاند نابليون بونابارت (بالفرنسية: Roland Bonaparte)‏ (19 May 1858 – 14 April 1924) أمير فرنسي ورئيس الجمعية الجغرافية الفرنسية من عام 1910 وحتى وفاته

## سيرته
ولد في باريس ووالده هو الأمير بيير بونابارت ،تزوج في نوفمبر من عام 1880 من ماري بلانك وأنجبا الأميرة ماري بونابرت

## معرض صور

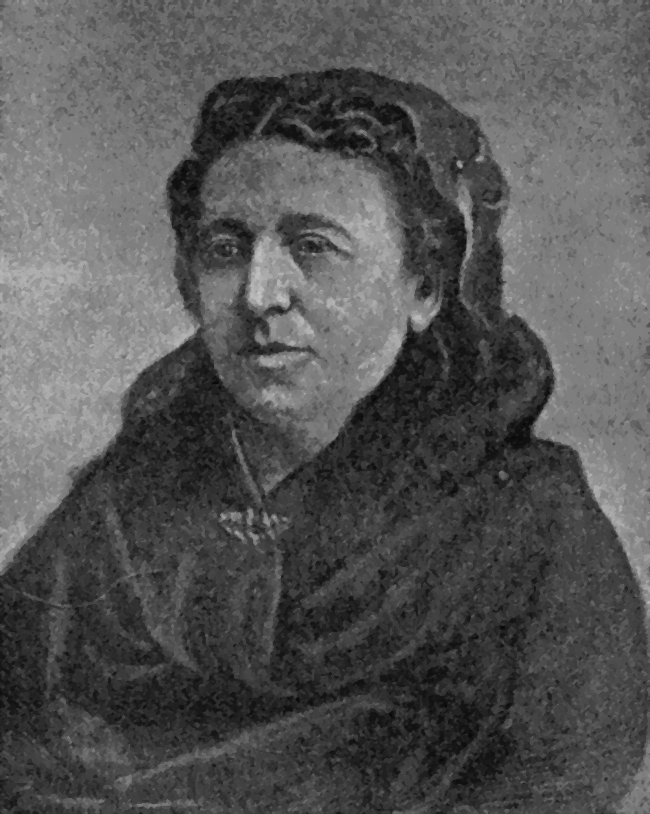
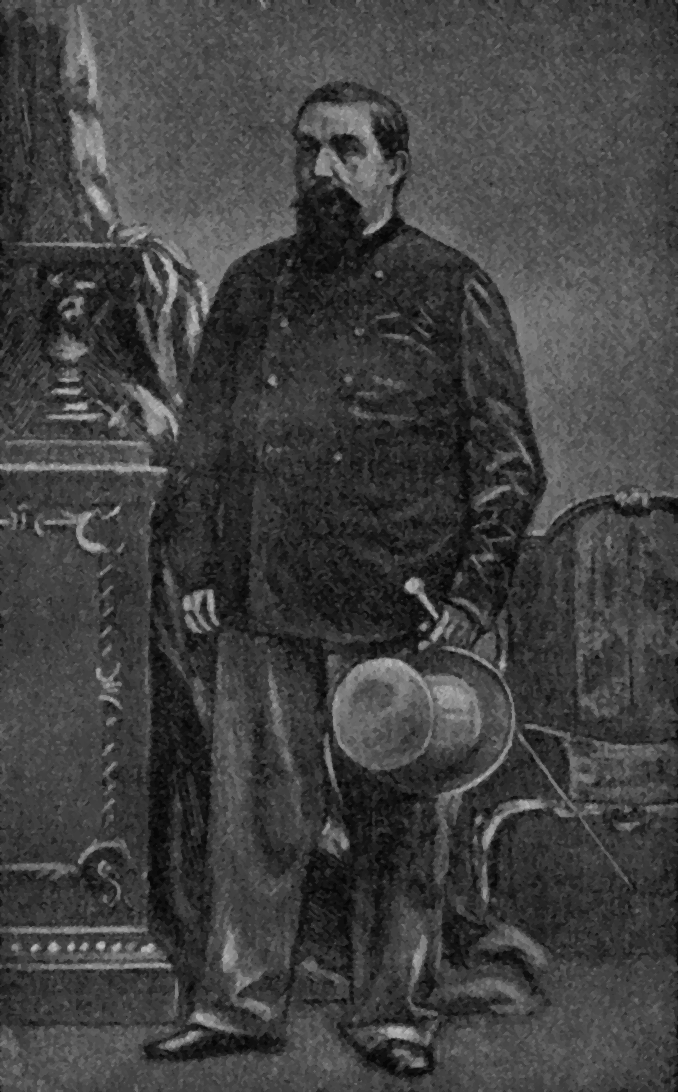
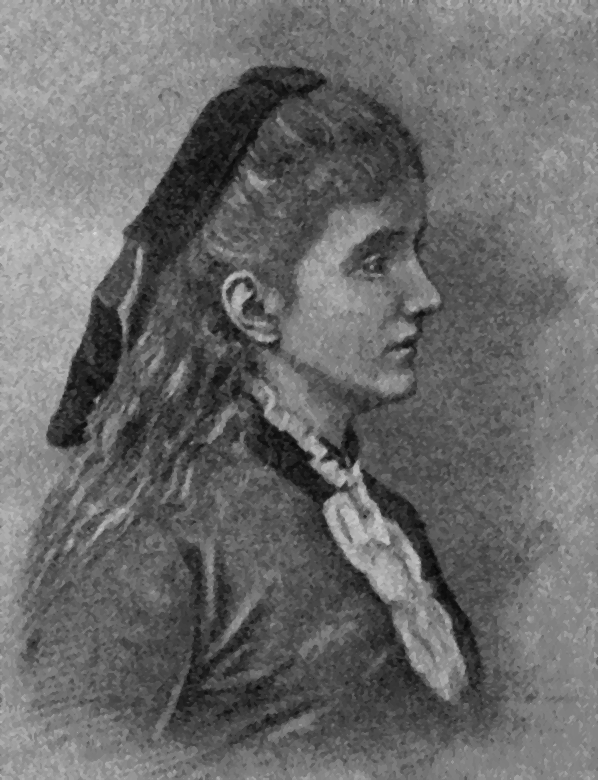

## روابط خارجية
- رولاند بونابارت على موقع أوليمبيديا (الإنجليزية)